# Antoni Norbert Patek
Antoni Norbert Patek, francouzsky Antoine Norbert de Patek (nar. 14. června 1811, podle některých zdrojů 1812 v Piaskách v Polsku, zemřel 1. března 1877 v Ženevě, Švýcarsko) byl polský hodinář, jeden ze zakladatelů švýcarské firmy Patek Philippe.
V roce 1839 začal vyrábět kapesní hodinky v Ženevě se svým společníkem Franciszkem Czapkem (česky: František Čapek, francouzsky: François Czapek), který byl naturalizovaný Polák pocházející z Česka (narozen v dnešní Jaroměři). Založili firmu Patek, Czapek & Cie - Fabricants à Genève.
V roce 1844 se Patek na výstavě v Paříži seznámil s francouzským hodinářem Adrienem Philippem, vynálezcem tzv. korunky a natahovacího mechanismu bez klíčku.
Společná firma Patka a Czapka byla likvidována 18. dubna 1845. Antoni Patek založil vlastní firmu Patek, v níž zaměstnal Philippa jako technického ředitele. V roce 1851 byla firma přejmenována na Patek Philippe. Funguje dodnes a je známá jako švýcarský výrobce luxusních a vysoce ceněných hodinek. Sídlo společnosti se nachází v Plan-les-Ouates v kantonu Ženeva a pobočka je také ve městě Vallée de Joux.

## Zajímavosti
- Od papeže Pia IX. získal šlechtický titul.
- Jeho bývalý společník Czapek zemřel v absolutní chudobě, rok jeho úmrtí není znám.